# Courcemont
Courcemont település Franciaországban, Sarthe megyében. Lakosainak száma 670 fő (2022. január 1.). Courcemont Saint-Aignan, Beaufay, Briosne-lès-Sables, Mézières-sur-Ponthouin és Ballon-Saint-Mars községekkel határos.

## Népesség
A település népességének változása:
| Lakosok száma | 682  | 687  | 698  | 679  | 675  | 676  | 675  | 677  | 670  |
|               | 2013 | 2015 | 2016 | 2017 | 2018 | 2019 | 2020 | 2021 | 2022 |